# Pi (Buchstabe)
Das Pi (altgriechisch πεῖ, neugriechisch πι, Majuskel Π, Minuskel π) ist der 16. Buchstabe des griechischen Alphabets und hat nach dem milesischen System den Zahlwert 80.

## Variante
Die Variant-Form ϖ der Minuskel (oder auch {\displaystyle \varpi }) war bei den Byzantinern die übliche Schreibweise. Sie findet sich auch in den frühesten Drucken. Beide Formen, {\displaystyle \pi } und {\displaystyle \varpi }, waren seit dem Mittelalter nebeneinander gebräuchlich, auch heute noch wird die Form ϖ in griechischen Schreibschriften verwendet, als gedruckte Letter ist sie aber aus der normalen griechischen Schrift verschwunden. Heute ist der Einsatzbereich der Variante {\displaystyle \varpi } auf Mathematik, Physik, Astronomie und Technik begrenzt; sie stellt dort ein eigenständiges Zeichen dar.

## Verwendung
- In der Mathematik
  - bezeichnet {\displaystyle \pi \approx 3{,}14159265358979323846\ldots } die Kreiszahl,
  - wird {\displaystyle \pi } oft als Formelzeichen für Permutationen verwendet,
  - bezeichnet {\displaystyle \varpi } die lemniskatische Konstante (als Analogon zum Kreis),
  - kennzeichnet das Produktzeichen {\displaystyle \Pi } die Multiplikation von mehreren mathematischen Objekten,
  - bezeichnet der umgedrehte Großbuchstabe das Koprodukt ({\displaystyle \coprod })
  - bezeichnet {\displaystyle \pi (x)} die Primzahlfunktion.
- In der Physik bezeichnet π
  - das π-Meson, siehe Pion,
  - den Osmotischen Druck Π,
  - einen kanonisch konjugierten Impuls, zur Unterscheidung vom kinetischen Impuls oder in der Feldtheorie.
- In der Informatik bezeichnet {\displaystyle \pi } eine Projektion (Relationale Algebra).
- In der Chemie bezeichnet {\displaystyle \pi }
  - die Pi-Bindung
  - den Pi-Komplex
- In der Astronomie bezeichnet {\displaystyle \varpi } die Länge der Periapsis.
- In der Polyamory-Flagge steht das π für den Anfangsbuchstaben „P“ in Polyamory.
- In der Volkswirtschaftslehre bezeichnet π die Inflationsrate.
- In der Betriebswirtschaftslehre wird π oft als Bezeichnung für den Gewinn verwendet.
- auf Druckgeräten (Gasflaschen …) das Kennzeichen einer Zulassung gemäß Richtlinie 2010/35/EU für bewegliche Druckgeräte (Transportable Pressure Equipment Directive, TPED)
- Die Redewendung „π mal Daumen“ oder „Handgelenk mal π“ wird im Volksmund bei Schätzungen gebraucht.

## Beispiele
- Pythagoras (Πυθαγόρας)
- Πάντα ῥεῖ, ουδὲν μένει. (Panta rhei, ouden menei. „Alles fließt, nichts bleibt.“)
- Platon (Πλάτων, Plátōn)
- Protagoras (Πρωταγόρας)

## Zeichenkodierung
|                   | Majuskel Π              | Minuskel π            | Minuskel ϖ (Variante) | Produktzeichen ∏ |
| ----------------- | ----------------------- | --------------------- | --------------------- | ---------------- |
| Unicode Codepoint | U+03A0                  | U+03C0                | U+03D6                | U+220F           |
| Unicode-Name      | GREEK CAPITAL LETTER PI | GREEK SMALL LETTER PI | GREEK PI SYMBOL       | N-ARY PRODUCT    |
| HTML              | &#928;                  | &#960;                | &#982;                | &#8719;          |
| HTML-Entität      | &Pi;                    | &pi;                  | &piv;                 | &prod;           |

## Sonstiges
Unter macOS sind π und ∏ auf der Tastatur wie folgt belegt: ⌥Option+p und ⌥Option+⇧ Shift+p.